# أفلا واسيف (آيت مزال)
أفلا واسيف هي إحدى مشيخات المملكة المغربية، تتبع جغرافيا لإقليم شتوكة آيت باها وإداريًا لآيت مزال. يقدر عدد سكانها بـ 2457 نسمة حسب الإحصاء الرسمي للسكان والسكنى لسنة 2004.